# 曼斯菲尔德 (路易斯安那州)
曼斯菲尔德（英語：Mansfield）是美国路易斯安那州下属的一座城市，根据2020年美國人口普查，该市有人口4,714人。建置上，属于“市”（city）。